# Шетња са Андрићем
Шетња са Андрићем је књига српског књижевног монографа и публицисте Радована Поповића објављена 2021. године у издању "Вукотић медие" из Београда.

## О аутору
Радован Поповић (1938, Дуб) је српски писац, књижевни монограф и публициста. Гимназију је завршио у Ужицу, а књижевност је студирао у Београду. Поповић је био дугогодишњи уредник културног додатка Политике. Објавио је и читав низ књижевних биографија. Године 1988. је награђен Октобарском наградом града Београда за књижевност за књигу Живот Меше Селимовића. Члан је српског ПЕН клуба и члан управних одбора Задужбине Иво Андрић, Задужбине Десанка Максимовић и управе Фондације Васко Попа.

## О књизи
Књига Шетња са Андрићем нас води на путовање кроз вртове оданости и знања. Аутор нас води Андрићевим стазама од од травничког рођења (1892) до починка на београдском гробљу (1975). Андрићев дуги животни пут који је препун обрта, драма, дипломатских намештења, литерарних узлета, све до Нобелове награде (1961), није само његов – он је, у многоме, пут, живот, историја народа који живе на овом трустном тлу. Боље од свих то је управо тумачио Андрић.
Више од двадесет Андрићевих савременика просветљава његов лични живот, пун тајни и загонетки. Ту су Меша Селимовић, Десанка Максимовић, Душан Матић, Војо Станић, Стојан Аралица, Марија Црнобори и други.
Књига нам приказује један готово непознати Андрић, не само као мудрац, него и као шаљивџија, играч стоног тениса, гледалац спортских надигравања, блистави говорник, велики дародавац, неуморни шетач.
Са овом књигом Радован Поповић нам је омогућио да са Андрићем будемо у једној великој заједничкој шетњи. Објављена 2021. године она обележава и шест деценија од када је Андрић добио Нобелову награду.
Књига садржи три дела: 
- Балкански Хомер - у коме су дати биографски подаци о Андрићу
- Казивања о Андрићу - садржи казивања његових савременика
- У трагању за Андрићем - садржи казивања која су хронолошки поређана (почетним датум 8. април 1974. и крајњи септембар 2015. године)